# Boleslav I. Češki
Boleslav I. Okrutni (češko Boleslav I. Ukrutný) iz dinastije Přemyslidov je bil od leta 935 do svoje smrti vladar (češko kníže, vojvoda) Vojvodine Češke, * 915, † 972.
Vzdevek Okrutni je dobil po umoru svojega starejšega brata Venčeslava, po katerem je postal vojvoda Češke. Češki zgodovinarji ga kljub njegovemu sodelovanju pri bratomoru na splošno spoštujejo kot energičnega vladarja, ki je znatno okrepil češko državo in razširil njeno ozemlje. Njegovi dosežki vključujejo pomemben gospodarski razvoj zaradi širitve trgovine, uvedbe rudarjenja srebra in kovanja prvega lokalnega kovanca, praškega denarija.

## Zgodnje življenje
Boleslav je bil sin češkega vojvode Vratislava I. in njegove žehe Dragomíre, verjetno heveljske princese. Oče je prišel na oblast v Pragi približno v času Boleslavovega rojstva in se moral soočati z vzhodnofrankovskimi vojvodami Bavarske in Saške in vpadi Madžarov.
Boleslava in njegovega starejšega brata Venčeslava je njuna stara mati Ljudmila naučila krščanske vere in brati psalme. Obstajajo dokazi, da je Boleslavova poganska mati vplivala nanj proti bratu in krščanstvu, čeprav se je tega pozneje pokesal. Med svojim vladanjem na Češkem nikakor ni oviral širjenja krščanstva in je pravzaprav poslal svojo hčer,  redovnico Mlado, k papežu Janezu XIII. v Rim, da ga prosi za dovoljenje, da Praga postane škofija.
Vratislava I. je po njegovi smrti nasledil njegov najstarejši sin Venčeslav. Ker so se  zunanje razmere na Češkem poslabšale zaradi zavezništva med vojvodo Arnulfom Bavarskim in saškim vojvodom Henrikom Ptičarjem, od leta 919 kraljem Vzhodne Frankovske, je Venčeslav lahko ohranil svojo neodvisnost le s sklenitvijo sporazuma o plačevanju letnega davka vzhodnofrankovskim (nemškim) vladarjem. Kmalu zatem je bil Venčeslav leta 935, po drugih virih leta 929, umorjen v Stari Boleslavi. Tja je prišel na Boleslavovo povabilo, da skupaj obhajata praznik svetih Kozme in Damjana. Po izročilu se je natanko ob istem času rodil Boleslavov sin. Otrok je dobil nenavadno ime Strahkvas, kar pomeni "strašna pojedina". Boleslav je obžalovl svoje dejanje in obljubil, da bo svojega sina izobrazil za duhovnika in svoje življenje posvetil veri.

## Vladanje
Po prevzemu oblasti je bila ena glavnih Boleslavovih skrbi vsakoletni davek, ki ga je moral skladno s sporazumom plačevati vzhodnofrankovskim kraljem. Davek je kmalu prenehal plačevati, kar je privedlo do dolgotrajne vojne s Henrikovim naslednikom Otonom. Leta 935 je Boleslav napadel turingijske zaveznike Sase na severozahodu in premagal Otonovi vojski iz Turingije in Merseburga. Vojna se je nato sprevrgla v obmejne spopade in dosegla svoj zaključek leta 950, ko je kralj Oton oblegal grad v lasti Boleslavovega sina. Obleganje je Boleslava spodbudilo k podpisu mirovnega sporazuma z Otonom. Čeprav je ostal neporažen, je obljubil, da bo nadaljeval s plačevanjem davka.
Pet let kasneje so se češke in nemške vojske združile proti Madžarom in jih porazile v slavni bitki pri Lechfeldu 10. avgusta 955. Po bitki se je preostanek ogromne madžarske vojske obrnil proti Češki, kjer so jo strli. Boleslav je oktobra istega leta pomagal Otonu zadušiti vstajo slovanskih plemen ob spodnji Labi, ki sta jih vodila obodritska kneza Nakon in Stojgnev.
Poraz madžarskih osvajalcev je prinesel koristi tako Nemcem kot Čehom. Manj očitno je, kaj je Boleslav pričakoval od svojega sodelovanja v Otonovi vojni proti oboridskim knezom na skrajnem severu. Verjetno je želel zagotoviti, da ga njegovi močni nemški sosedje ne bodo ovirali pri širjenju čeških ozemelj proti vzhodu. Po zmagi nad Madžari je Boleslav osvobodil moravske dežele madžarskih napadov in razširil svoje ozemlje daleč na vzhod. To ozemlje so kasneje osvojili poljski vojvode in je postalo znano kot Gornja Šlezija in Malopoljska. Z zasedbo mesta Krakov je nadziral pomembne trgovske poti od Prage do Kijeva in Lvova. Da bi umiril češko-poljski spor, je vojvoda Boleslav leta 963/964 poročil svojo hčer Dubravko s poganskim pjastovskim vojvodom  Mješkom I. in pomagal prenesti krščanstvo na Poljsko. Z Mješkom se je celo povezal v kampanji proti saškemu grofu Wichmannu Mlajšemu.
Po pisanju srednjeveškea kronista Kozme iz Prage je vojvoda Boleslav I. umrl 15. julija 967. Sodobne raziskake kažejo, da je datum vprašljiv. Nasledil ga je sin Boleslav Pobožni.

## Družina
Boleslavova žena je bila morda Biagota. Ni znano, ali je bila mati vseh štirih njegovih odraslih otrok:
- Dubravke Češke, poročene s poljskim vojvodom Mješkom I.,
- Boleslava II., vojvode Češke,
- Strahkvasa in
- Mlade, opatinje samostana cerkve sv. Jurija na Praškem gradu.

## Vira
- Frederick Lewis Weis. Ancestral Roots of Certain American Colonists Who Came to America Before 1700, vrstice 244-247.
- The Plantagenet Ancestry by William Henry Turton. str. 85.

| Boleslav I. Češki PřemyslidiRojen: okoli 908 ali 910 Umrl: 967 ali 972 |                       |                         |
| Predhodnik: Venčeslav I.                                               | Vojvoda Češke 935–972 | Naslednik: Boleslav II. |